# ورنویل، مرن
ورنویل، مرن (به فرانسوی: Verneuil, Marne) یک کامین در فرانسه است که در Canton of Dormans واقع شده‌است.

## خصوصیات
ورنویل ۱۳٫۱۴ کیلومترمربع مساحت و ۷۸۴ نفر جمعیت دارد و ۶۷ متر بالاتر از سطح دریا واقع شده‌است.